# Ranova
La Ranova (in russo Ра́нова?) è un fiume della Russia europea centrale (oblast' di Rjazan' e Tula), affluente di destra della Pronja (bacino idrografico del Volga) Oblast' di Rjazan

## Descrizione
La sorgente del fiume si trova alle pendici orientali dell'Rialto centrale russo, a est del villaggio di Rano-Verchi, nella regione di Rjazan. In parte scorre attraverso il territorio del distretto Čaplyginskij nella regione di Lipeck. Nel corso superiore, scorre tra sponde alte, nel bassopiano della Oka e del Don l'altezza delle sponde diventa più bassa e nella parte inferiore sono estremamente basse e paludose. Il corso del fiume è dapprima nord-orientale, poi attraversa la città di Rjažsk e prosegue in direzione settentrionale.
Sfocia nel fiume Pronja a 54 km dalla foce. Il fiume ha una lunghezza di 116 km, l'area del suo bacino è di 5 550 km². I suoi affluenti maggiori sono: Chupta (lungo 101 km) proveniente dalla destra idrografica, e Vërda (74 km) dalla sinistra.